# Дерсу Узала (филм)
Дерсу Узала (на японски: 黒澤明, на руски: Дерсу Узала; на английски: Dersu Uzala) е филм на японския режисьор Акира Куросава от 1975 г. по едноименния роман на руския изследовател Владимир Арсениев.

## Сюжет
Внимание:  Текстът по-долу разкрива сюжета на произведението (или части от него)!
През 1902 г. руският изследовател капитан Владимир Арсениев прави топографски проучвания на тайгата в Усурийския край. Негов водач става нанайският ловец Дерсу Узала – мъдър и в същото време по детски наивен човек. Изправени пред суровия и тежък живот в тайгата, двамата се свързват в истинско приятелство.
Тъй като зрението на Дерсу Узала се влошава, а единственото средство за препитание за него е ловът, Арсениев му предлага да се премести да живее при него в града. Ловецът приема, но нито приятелството с капитана, нито внимателното отношение на семейството му могат да заменят волния живот в тундрата. Дерсу решава да се върне и Арсениев му подарява чудесна нова пушка. По-късно капитанът е извикан да разпознае трупа му – ловецът е убит, предполага се, заради пушката.

## Актьори и персонажи
- Максим Мунзук – ловецът Дерсу Узала
- Юрий Соломин – капитан Владимир Арсениев
- Светлана Данилченко – Анна, съпруга на Арсениев
- Дмитрий Корчаков – Вова, син на Арсениев
- Суменкул Чокморов – Ян Бао
- Владимир Кремена – Тортигин
- Александър Пятков – Оленин

## Екип
- Сценарий – Акира Куросава, Юрий Нагибин, Владимир Арсениев
- Режисьор – Акира Куросава
- Оператори – Юрий Гантман, Фьодор Добронравов, Асакадзу Накаи
- Композитор – Исак Шварц
- Художник – Юрий Ракша

## Награди
- 1975 г. – Златен медал и премия ФИПРЕСИ на IX Московски международен кинофестивал.
- 1976 г. – Награда „Оскар“ в категорията „Най-добър чуждоезичен филм“.
- 1977 г. – Награда „Давид на Донатело“ в категорията „Най-добър чуждестранен филм“, Италия.
- 1977 г. – Награда „Сребърна лента“ в категорията „Най-добър чуждестранен филм – най-добър чуждестранен режисьор“ на Италианския национален съюз на филмовите журналисти.
- 1978 г. – Награда в категорията „Най-добър чуждестранен филм“ на Френския съюз на филмовите критици.